# Olympische Sommerspiele 2004/Teilnehmer (Sri Lanka)
| Gelbes Symbol für Goldmedaillen mit stilisierten Olympischen Ringen | Graues Symbol für Silbermedaillen mit stilisierten Olympischen Ringen | Braundes Symbol für Bronzemedaillen mit stilisierten Olympischen Ringen |
| ------------------------------------------------------------------- | --------------------------------------------------------------------- | ----------------------------------------------------------------------- |
| —                                                                   | —                                                                     | —                                                                       |

Sri Lanka nahm an den Olympischen Sommerspielen 2004 in Athen, Griechenland, mit einer Delegation von sieben Sportlern (vier Männer und drei Frauen) teil.

## Teilnehmer nach Sportarten

### Leichtathletik
- Rohan Pradeep Kumara
400 Meter: Vorläufe

- Anuradha Cooray
Marathon: 30. Platz

- Manjula Kumara
Hochsprung: 20. Platz

- Damayanthi Dharsha
Frauen, 400 Meter: Vorläufe

### Schießen
- Pushpamali Ramanayake
Frauen, Luftgewehr: 38. Platz
Frauen, Kleinkaliber Dreistellungskampf: 25. Platz

### Schwimmen
- Conrad Francis
100 Meter Schmetterling: 52. Platz

- Menaka de Silva
Frauen, 50 Meter Freistil: 52. Platz